# Maison de La Boétie

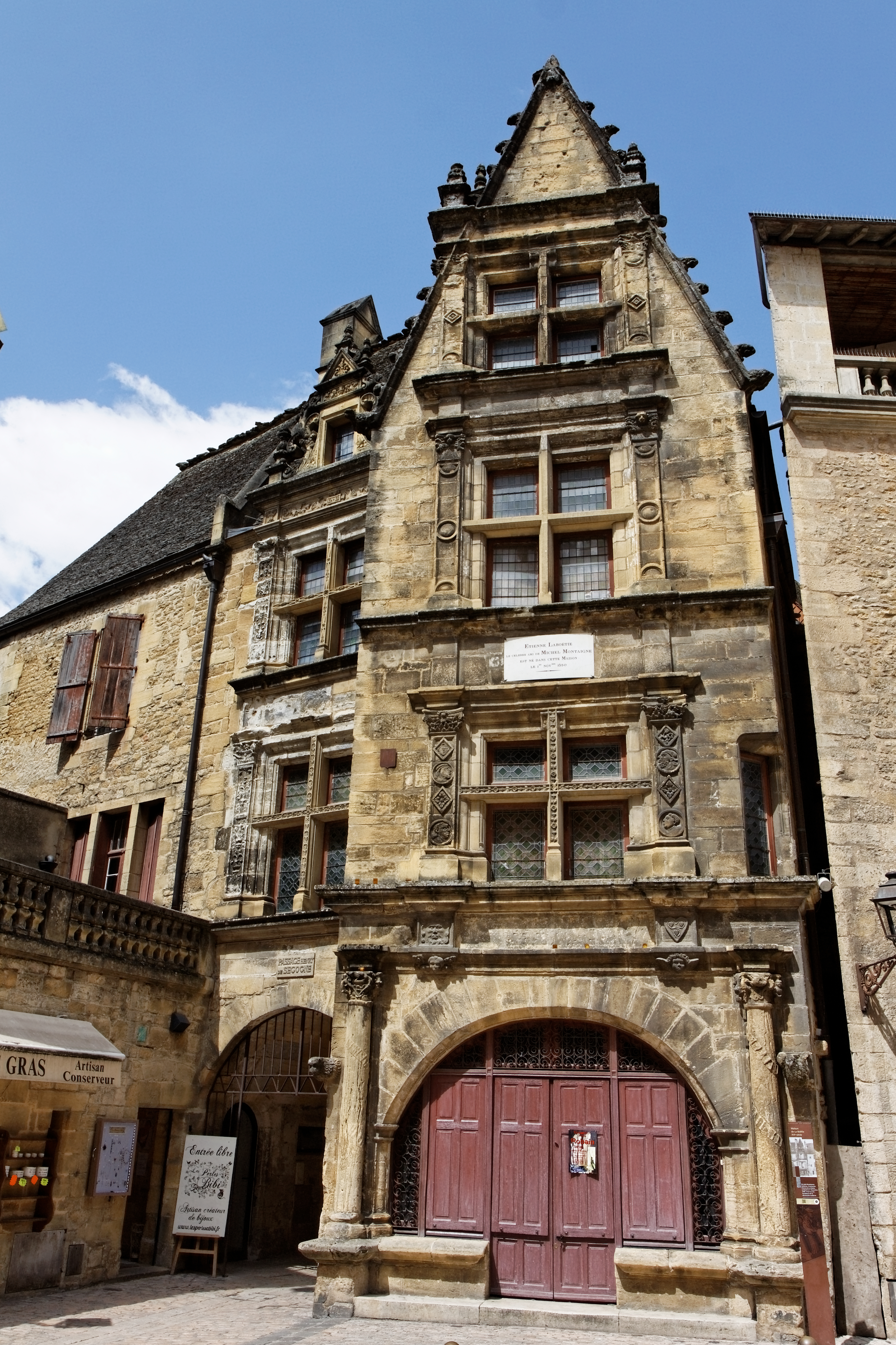
Maison de la Boétie

Het Maison de La Boétie (Huis La Boétie) is een historisch woonhuis aan  de Place du Peyrou in Sarlat-la-Canéda, in het Franse departement Dordogne (regio Nouvelle-Aquitaine). Het is het geboortehuis van de jurist en filosoof Étienne de La Boétie.

## Geschiedenis
Het Huis La Boétie werd tussen 1520 en 1525 gebouwd voor Antoine de La Boétie, of La Boytie; hij was een magistraat in dienst van de baljuw van Périgord. Zijn zoon, de jurist en filosoof Étienne de La Boétie, een goede vriend van Michel de Montaigne, werd op 1 november 1530 in dit huis geboren.
Het huis kreeg in 1889 de status van monument en is in 1910 gerestaureerd. De gevel aan het Place du Peyrou is bij die restauratie niet alleen hersteld, maar door de toenmalige architecten teruggebracht tot de meest verfijnde staat. De raamkozijnen zijn vernieuwd.

## Beschrijving
De voorgevel van het huis aan de Place du Peyrou is opgetrokken in de Italiaanse renaissancestijl, die na de Italiaanse Oorlogen door koning Frans I was geïntroduceerd.
Het huis volgt de traditionele indeling van stedelijke patriciërshuizen, met een publiekelijk toegankelijke begane grond die gebruikt zou kunnen worden als kantoor of winkel. De eerste verdieping was gereserveerd voor de eigenaar en daar ontving hij zijn gasten.
Een doorgang geeft toegang tot een binnenplaats waar zich de aanbouw van het huis bevindt. Dit tweede huis staat loodrecht op het eerste en heeft een trap.
Binnen heeft het huis van zijn oorspronkelijke inrichting alleen een schouw in renaissancestijl behouden. Het leien dak, de zolder en de dakstoel zijn authentiek..
In een van de kamers van het huis, bekend als de kamer van Etienne, is de tekst van het door Étienne de La Boétie geschreven Vertoog over de Vrijwillige Onderdanigheid op de muur geschreven. Dit fresco werd in mei 2010 gemaakt door de hedendaagse kunstenaar Arno Fabre, in het kader van een kunstenaarsresidentie.